# Vera Lantratova
Vera Stepanovna Lantratova (russe : Вера Степановна Лантратова), née le 11 mai 1947 à Bakou (RSS d'Azerbaïdjan) et morte le 19 avril 2021, est une ancienne joueuse soviétique puis azerbaïdjanaise de volley-ball.
Elle est médaillée d'or aux Jeux olympiques en 1968.

## Carrière
Vera Lantratova fait partie de l'équipe soviétique qui remporte la médaille d'or du tournoi féminin de volley-ball aux Jeux olympiques d'été de 1968. Elle est également championne du monde en 1970 et championne d'Europe en 1967.
En club, elle évolue au Neftyanik Bakú de 1960 à 1971.
Elle décède le 19 avril 2021 à l'âge de 73 ans.

## Palmarès

### Équipe nationale
- Jeux olympiques
  -  1968 à Mexico.

- Championnat du monde
  -  1970 à Varna.

- Championnat d'Europe
  -  1967 à Izmir.